# شلبی یونگ
 شلبی یونگ (انگلیسی: Shelby Young؛ زادهٔ ۸ آوریل ۱۹۹۲) یک هنرپیشه اهل ایالات متحده آمریکا است. 